# Station Hørby
Station Hørby was een station in Hørby, Denemarken en lag aan de lijnen Fjerritslev - Frederikshavn en Hjørring - Hørby.
Station Hørby opende op 18 juli 1899 als halte aan de spoorlijn Fjerritslev - Frederikshavn, die was aangelegd door de Fjerritslev-Frederikshavn Jernbane (FFJ). Het stationsgebouw was ontworpen door Paul Severin Arved Paulsen. Op 7 november 1913 werd Hørby als eindstation aangesloten op de spoorlijn Hjørring - Hørby, aangelegd door de Hjørring-Hørby Jernbane (HH). Beide spoorwegbedrijven hadden hun eigen perron en opstelsporen. Verder waren er een locomotiefloods en een draaischijf op het emplacement aanwezig.
De komst van de FFJ zorgde voor een groei van Hørby, en de komst van de spoorlijn naar Hjørring trok nog meer nieuwe inwoners aan. Toch bleven zowel het reizigers- als het goederenvervoer bescheiden van omvang en op 15 maart 1953 werd de spoorlijn Hjørring - Hørby opgeheven. Op 31 maart 1968 volgde de spoorlijn Fjerritslev - Frederikshavn.
Zowel het stationsgebouw als de locomotiefloods zijn bewaard gebleven.